# خواکین ریکمبرگ
خواکین ریکمبرگ (انگلیسی: Joaquín Rikemberg؛ زادهٔ ۴ ژانویهٔ ۱۹۹۹) بازیکن فوتبال اهل آرژانتین است.